# Werder Mödlich
Das Naturschutzgebiet Werder Mödlich liegt auf dem Gebiet der Gemeinde Lenzerwische im Landkreis Prignitz in Brandenburg.
Das Gebiet mit der Kenn-Nummer 1424 wurde mit Verordnung vom 16. Mai 1990 unter Naturschutz gestellt. Das rund 155 ha große Naturschutzgebiet erstreckt sich südlich, südwestlich und südöstlich von Mödlich, einem bewohnten Gemeindeteil der Gemeinde Lenzerwische, entlang der südlich fließenden Elbe. Unweit nördlich verläuft die B 195 und südlich entlang der Elbmitte die Landesgrenze zu Niedersachsen. Südlich des Gebietes – auf niedersächsischer Seite – liegt Vietze, ein Ortsteil der Gemeinde Höhbeck im Landkreis Lüchow-Dannenberg.